# Легздиньш, Хуго
Хуго Легздиньш (латыш. Hugo Legzdiņš; 7 декабря 1903 года, Российская империя — 20 июля 2004 году, Латвия) — офицер Латвийского военного флота, командир первой подводной лодки Латвии Ronis. Кавалер ордена Трех звезд и французского ордена Почетного легиона. В советское время Легздиньшу было запрещено выходить в море, более 25 лет занимался преподавательской деятельностью. Почетный профессор Латвийской морской академии. Автор учебника «Navigācija un Locija» (в течение 30 лет была единственной книгой по этой тематике на латышском языке) и книги «Ronis — mana būdiņa un pils».
Хуго Легздиньш умер в столетнем возрасте, похоронен на Ледургском кладбище.